# Pireu
Pireu (sau Peiraieus, Piraeus, l.gr. Πειραιά, Πειραιεύς) este principalul port maritim al Atenei. Este, de asemenea, primul port și principalul centru industrial al Greciei. Este punctul de plecare pentru călătorii către insulele din Marea Egee.
Este situat în regiunea Attica (numită până în 2010 Prefectura Pireu, acum periferia Atticii), pe coasta de est a Golfului Saronic. Face parte din zona urbană Atena 2 și este la 8 km sud-vest de centrul orașului.
Pireu a fost fortificat de Temistocle în perioada arhontatului său (493 - 492 î.Hr.), pentru a oferi flotei ateniene o dană mult mai sigură decât rada Phalère.
Pireu are trei porturi: Zéa și Munychie la est (ambele folosite pentru nave de război) și marele port Canthare la vest. Aceste trei porturi au fost înconjurate de diguri și fortificații. Ele puteau fi închise prin canalele aflate la intrarea în ele.
Orașul a fost construit după un plan întocmit de Hippodamos din Milet la mijlocul secolului V î.Hr.
- Suprafața: 11 km²

### Populație
| Annul | Populație | Densitate     |
| ----- | --------- | ------------- |
| 1981  | 196,389   | 17,853.55/km² |
| 1991  | 182.671   | 16,606.45/km² |
| 2001  | 175.697   | 15,972.45/km² |